# فوزية محمد
فوزية محمد (1983 -) هي حاصلة على لقب ملكة جمال مصرعام 2006 وممثلة مصرية، اتجهت إلى التمثيل في العديد من الأعمال الفنية برفقة فنانين كبار، فظهرت في عدد من المسلسلات خلال الأعوام الماضية، وهي تتمتع بثقافة عالية ومخزون معرفى كبير.